# Elecciones presidenciales de Islandia de 1968
Las elecciones presidenciales de Islandia de 1968 se llevaron a cabo para escoger al sucesor de Ásgeir Ásgeirsson, que no se presentaba a otra reelección. A pesar de que en las encuestas de opinión perdía por más de setenta puntos, el candidato independiente Kristján Eldjárn obtuvo un repentino triunfo con el 65.6% de los votos por encima de Gunnar Thoroddsen, del Partido de la Independencia. La participación electoral fue del 92.2%.

## Resultados
| Candidato                          | Votos   | %    |
| ---------------------------------- | ------- | ---- |
| Kristján Eldjárn                   | 67.544  | 65.6 |
| Gunnar Thoroddsen                  | 35.428  | 34.4 |
| Votos en blanco/anulados           | 918     | –    |
| Total                              | 103.980 | 100  |
| Votantes registrados/participación | 112.737 | 92.2 |
| Fuente: Nohlen & Stöver            |         |      |